# Hellblazer

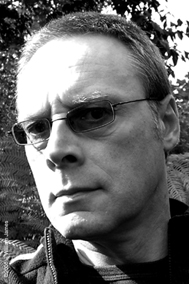
Jamie Delano (2005)

Hellblazer is een in 1988 begonnen reeks comicverhalen, maandelijks uitgegeven door uitgeverij DC/Vertigo (de eerste 62 nummers verschenen bij het 'gewone' DC Comics). De serie draait om de lotgevallen van magiër en occult onderzoeker John Constantine.
De eerste nummers van de serie werden gemaakt door Jamie Delano (schrijver) en John Ridgeway (tekenaar). In de loop der jaren werkten onder meer Garth Ennis, Neil Gaiman en Glenn Fabry aan Hellblazer. Hoofdpersonage Constantine verscheen voor het eerst in de serie Swamp Thing, nummer #37 (1985).

## Verfilming
In 2005 verscheen er een Amerikaanse film gebaseerd op Hellblazer, met als titel Constantine. 

## Hellblazer verzameld
Een hoeveelheid nummers van de serie, is gebundeld verschenen in zogenaamde trade paperbacks.
- Original Sins (#1–9)
- The Devil You Know (#10–13, Hellblazer Annual 1, The Horrorist 1-2)
- The Fear Machine (#14–22)
- The Family Man (#23-24,28-31)
- Rare Cuts (#11, 25–26,35,56,84)
- Dangerous Habits (#41–46)
- Bloodlines (#47–50,52–55,59–61)
- Fear and Loathing (#62–67)
- Tainted Love (#68–71, Hellblazer Special 1, kort verhaal uit Vertigo Jam)
- Damnation's Flame (#72–77)
- Rake at the Gates of Hell (#78–83, de losse uitgave Heartland)
- Son of Man (#129–133)
- Haunted (#134–139)
- Setting Sun (#140–143)
- Hard Time (#146–150)
- Good Intentions (#151–156)
- Freezes Over (#157–163)
- Highwater (#164–174)
- Red Sepulchre (#175–180)
- Black Flowers (#181–186)
- Staring at the Wall (#187–193)
- Stations of the Cross (#194–200)
- Reasons to be Cheerful (#201–206)
- The Gift (#207–215)
- Empathy is the Enemy (#216–222)
- The Red Right Hand (#223–228)
- Joyride (#230–237)
- The Laughing Magician (#238–242)